# Hespress
 (août 2023).
Si vous disposez d'ouvrages ou d'articles de référence ou si vous connaissez des sites web de qualité traitant du thème abordé ici, merci de compléter l'article en donnant les références utiles à sa vérifiabilité et en les liant à la section « Notes et références ».
Hespress (en arabe : هسبريس) est un journal électronique marocain d'informations en continu fondé en février 2007 par les frères Hassan et Amine El Guennouni.
Il est disponible en arabe, français et anglais.

## Histoire
Hespress est un journal électronique marocain de langue arabe dans un premier temps avec un sous-domaine en langue française, fondé en février 2007 par les frères Amine et Hassane El Guennouni,.
Au début, les deux personnes sont restées anonymes ; Hassan écrivait initialement sous le pseudonyme de Taha Hamdouchi. Selon Hassan, le nom "Hespress" est issu de la mythique Terre des Hespérides, parfois située au Maroc moderne, et du mot anglais "press".
Hespress.com. a été enregistré pour la première fois en février 2007, mais la marque Hespress n'a été déclarée qu'en 2012.[réf. nécessaire]. Le média a lancé sa version francophone le 22 avril 2019, puis une version en anglais[réf. souhaitée].